# 미선나무
미선나무(尾扇-, 학명: Abeliophyllum distichum)는 물푸레나무과에 속하는 나무로, 미선나무속에 속하는 유일한 종이다. 한반도의 고유종이며, 경기도와 충청도의 볕이 잘 드는 산기슭에서 드물게 자란다. 나무 이름은 열매가 미선(尾扇) 모양처럼 생긴 것에서 유래됐는데, 미선(尾扇)이란 부채의 일종으로 사극에서 임금 뒤의 시녀들이 들고 있는 부채를 연상하면 된다.
충청남도의 미선나무가 맛의 방주에 등재되어 있다.
갈잎 떨기나무로 키는 2m를 넘지 않으며, 나무껍질은 세로로 얕게 갈라지고 가지가 많이 갈라져 개나리처럼 끝이 밑으로 처진다. 어린 가지는 네모지고 자줏빛이 돈다. 이른 봄에 꽃이 잎보다 먼저 피는데 총상꽃차례에 개나리 꽃과 닮은 꽃이 모여 피며 그윽한 향기가 난다. 잎은 마주나며 끝이 뾰족하고 가장자리가 밋밋하다. 열매는 둥글고 납작한 시과로 둘레에 날개가 있고 끝이 오목하게 팬다.

품종으로 상아색 꽃이 피는 상아미선나무(A. distichum for. eburneum T. Lee)와 분홍색 꽃이 피는 분홍미선나무(A. distichum for. lilacinum Nakai)가 있다.

## 같이 보기
대한민국 환경부는 미선나무를 보호 야생 식물로 지정하고 있으며, 각각의 자생지를 다음과 같이 천연기념물로 지정, 보호하고 있다.
- 천연기념물 제14호 - 진천의 미선나무 자생지 (해제됨)
- 천연기념물 제147호 - 괴산 송덕리 미선나무 자생지
- 천연기념물 제220호 - 괴산 추점리 미선나무 자생지
- 천연기념물 제221호 - 괴산 율지리 미선나무 자생지
- 천연기념물 제364호 - 영동 매천리 미선나무 자생지
- 천연기념물 제370호 - 부안 미선나무 자생지